# NGC 441
NGC 441 is een balkspiraalstelsel in het sterrenbeeld Beeldhouwer. Het hemelobject ligt ongeveer 236 miljoen lichtjaar van de Aarde verwijderd en werd op 27 september 1834 ontdekt door de Britse astronoom John Herschel.

## Synoniemen
- PGC 4429
- ESO 412-19
- MCG -5-4-16